# Szoki przyszłości Tharga
Szoki przyszłości Tharga (ang. Tharg’s Future Shocks) – seria krótkich komiksów science-fiction publikowana w brytyjskim magazynie 2000 AD w latach 1977-1982. Nazwa wywodzi się od fikcyjnego redaktora  2000 AD i książki Szok przyszłości z 1970 roku, autorstwa Alvina Tofflera.

## Publikacja i założenie
Każdy odcinek jest osobną historią osadzoną w klimacie science-fiction, czasami rozpoczyna się od wstępu gospodarza serii (jak i całego magazynu 2000 AD), kosmity Tharga. Historie te najczęściej są zajmują 2-3 strony. Seria rozpoczęła się od historii Tharg’s Future Shocks jako pojedyncze opowiadanie napisane przez Steve Moore, który stworzył także format serii na łamach numeru 2000 AD #25 (13 sierpnia 1977).
Historie te zwykle służą jako poligon doświadczalny dla nowych twórców, czego rezultatem jest zróżnicowany poziom jakości. Niektórzy uznani później twórcy komiksowi jak Peter Milligan, Alan Davis, Alan Moore i Grant Morrison zaczynali właśnie od Szoków przyszłości.

## Tharg
Tharg Potężny (ang. Tharg the Mighty) – fikcyjny redaktor magazynu 2000 AD. Postać została wprowadzona na okładce pierwszego numeru magazynu (26 lutego 1977) i obok sędziego Dredda jest jedyną, która pojawiła w niemal każdym numerze 2000 AD. Tharg powstał jako kontynuacja tradycji tworzenia gospodarzy zapowiadających historie w antologiach komiksowych.
Tharg jest kosmitą z fikcyjnej planety Quaxxann orbitującej wokół gwiazdy Betelgeza. Jest to humanoid o zielonej skórze i białych włosach postawionych w irokez, zaś na czole ma urządzenie zwane rozetą Syriusza. Jest przedstawiany, głównie dla efektu komediowego, jako autorytarny egoista. Uwielbia jeść polistyrenowe kubki. Tharg mówi w języku angielskim, wtrącając okazjonalnie różne betelgezjańskie określenia i zwroty.
Tharg pisze głównie wstępy komiksów, odpowiedzi na listy czytelników i ogłasza nazwiska czytelników, którzy wygrali przeróżne konkursy – zwycięzca może dostać nagrodę pieniężną w funtach lub „galaktycznej kasze”. Oprócz obowiązków redakcyjnych w 2000 AD, przypisywanych Thargowi, całe pisanie, strona wizualna, liternictwo, podredakcja i PR przypisywane są malkontentnym, niezdarnym i cierpiącym androidom, które wyglądają jak karykatury ich rzeczywistych odpowiedników.
Tharg z reguły rzadko pojawia się w historiach, zaś w krótkich historiach kręcących się wokół niego scenarzyści tacy jak Alan Grant, Alan Moore czy John Wagner określają go TMO, tj. The Mighty One. Głównie pojawia się jako gospodarz antologii publikowanych na łamach 2000 AD.
Fabuły historii z Thargiem jako głównym bohaterem opierają się głównie na konflikcie Tharga z plagą Thrillsuckerów, szkodników chcących ukraść 2000 AD, jego pomiataniu pracującymi dla niego androidami i , jego bitwach z Dyktatorami sześcianowej planety Zrag. Te trio niekompetentnych kosmicznych władców liczy na uzurpacje pozycji Tharga i użycia mocy komiksów do rewitalizacji ich planety. Tharg używa Dyktatorów jako kozłów ofiarnych, których może obarczyć winą za chochliki drukarskie i dziury fabularne. Wszystkie te historie są utrzymane w komediowej tonacji. Pat Mills, który stworzył Tharga określił go w 2015 roku jako anachronizm. W 1996 roku David Bishop zdecydował się na zmianę statusu quo i w 2000 AD #1014 wymienił Tharga na Faceta w Czerni (oryg. Men in Black) z Vector 13. Reakcje czytelników były „silne i witrioliczne” i Tharg został przywrócony w numerze #1032. Bishop zdał sobie sprawę, że Tharg jest nieodłączną częścią 2000 AD i że Facet w Czerni był „męczącym obciążeniem”. Powrót Tharga i wyparcie „Faceta w Czerni” zostało opisane w „Case Ten: Case Closed?” z Vector 13.

## Spin-offy i podobne serie

### Spin-offy
Niektóre postacie okazały się na tyle popularne, by pojawiać się kilkakrotnie w Szokach przyszłości albo we własnych seriach. Do tych postaci należą Alec Trench, D.R. i Quinch, Bradley i Abelard Snazz.

### Podobne serie
2000 AD rozpoczął także inne krótkometrażowe antologie z gatunku science fiction i horroru:
- Future Shorts, jednostronicowe historie z Szoków Przyszłości[7]
- Past Imperfect[8]
- Pulp Sci-Fi[9]
- Ro-Jaws Robo Tales, historie prezentowane przez Ro-Jawsa z ABC Warriors[10]
- Tales from Beyond Science, historie rysowane przez Riana Hughesa[11]
- Tales from the Black Museum, ekwiwalent Szoków przyszłości dziejących się w Uniwersum Sędziego Dredda[12]
- Time Twisters[13]
- Vector 13, historie prowadzone przez Faceta w Czerni i skupiające się na tematyce paranormalnej[14]
- Bob Byrne’s Twisted Tales

Postać Tharga jako gospodarza znalazła się w innych odmiennych gatunkowo antologiach prowadzonych przez Tharga i publikowany na łamach 2000 AD: Tharg’s 3rillers, Tharg’s Alien Invasions, Tharg’s Dragon Tales oraz Tharg’s Terror Tales.

## Wydania zbiorcze
Historie zostały wydane w kilkunastu wydaniach zbiorczych:
Dwie antologie ze scenariuszami autorstwa Alana Moore’a Future Shocks (Alan Moore’s Shocking Futures) i Time Twisters (Alan Moore’s Twisted Times) zostały wydane przez Titan Books w 1986 roku.
- Alan Moore’s Shocking Futures (1986), Titan Books; reprint wybranych historii z Future Shocks opublikowanych na łamach 2000 AD w latach 1981-1983, z różnymi rysownikami.
- Alan Moore’s Twisted Times (1987), Titan Books; reprint niemal wszystkich historii z udziałem Abelarda Snazza  i wybranych historii z Time Twisters opublikowanych na łamach 2000 AD w latach 1980-1983, z różnymi rysownikami.

Historie zostały w 2006 roku skompilowane w jeden tom i wydane przez Rebellion Developments:
- Kompletny szok przyszłości (The Complete Alan Moore Future Shocks, wydanie polskie, Studio Lain 2016[16])

Z kolei historie napisane przez innych twórców zostały wydane zbiorczo przez Rebellion Developments w:
- The Best of Tharg’s Future Shocks (2008)
- Mistrzowie komiksu: Szoki przyszłości (All-Star Future Shocks, wydane polskie, Studio Lain 2017[17])

Wydanie zbiorcze zbierające wszystkie Szoki przyszłości:
- The Complete Future Shocks Volume 1 (czerwiec 2018) zbierające historie z lat 1977-1981[18]
- The Complete Future Shocks Volume 2 (sierpień 2019) zbierające historie z lat 1981-1982[19]